# 두알라 국제공항

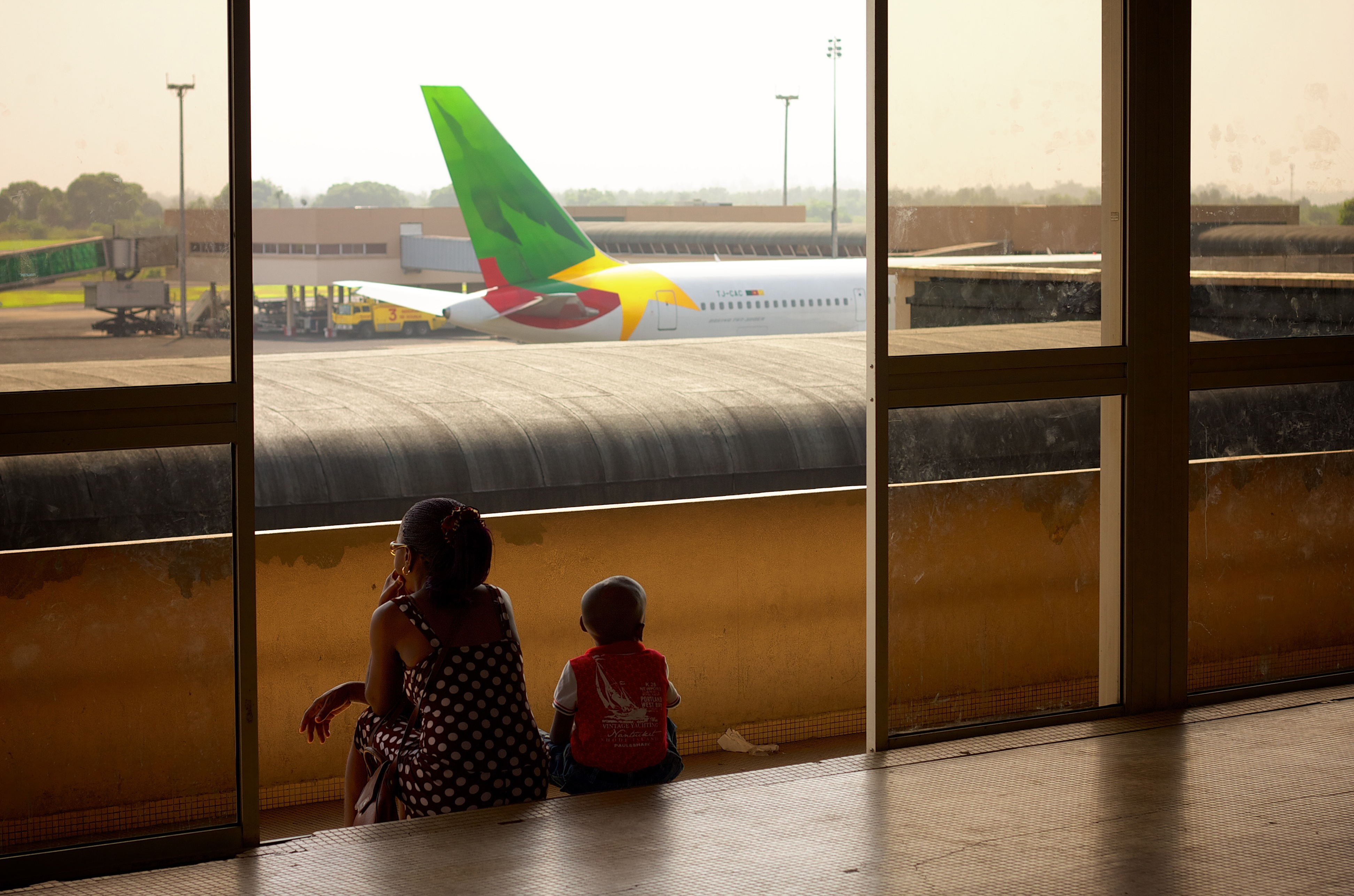

두알라 국제공항(Douala International Airport, IATA: DLA, ICAO: FKKD)은 카메룬의 최대 도시이자 리토랄주의 주도인 두알라에 위치한 국제공항이다. 터미널은 4개이며 평균 승객 수는 1,500,000명, 한 해 화물 수는 50,000톤이며 카메룬에서 가장 분주한 공항이다.